# Xã Penn, Quận Guthrie, Iowa
Xã Penn (tiếng Anh: Penn Township) là một xã thuộc quận Guthrie, tiểu bang Iowa, Hoa Kỳ. Năm 2010, dân số của xã này là 524 người.